# Allroy Saves
Allroy Saves  è il terzo album in studio della band pop punk/melodic hardcore punk ALL, pubblicato nel 1990 dalla Cruz Records.

## Tracce
1. Educated Idiot – 2:42
2. Just Like Them – 4:11
3. Prison – 3:03
4. Just Living – 4:26
5. Freaky – 0:11
6. Frog – 2:12
7. Simple Things – 3:21
8. Cyclops – 2:06
9. Ratchet – 3:59
10. Sum – 2:44
11. Crawdad – 1:39
12. Explorador – 4:04

## Formazione
- Scott Reynolds – voce
- Bill Stevenson – batteria
- Karl Alvarez – basso, voce
- Stephen Egerton – chitarra